# セフロキシム
セフロキシム（Cefuroxime）は、ジナセフ（Zinacef）などの商品名で販売されているいくつかの細菌感染症の予防と治療に用いられる抗生物質である。セフロキシムが使用される感染症には、肺炎、髄膜炎、中耳炎、敗血症、尿路感染症、ライム病、などがあげられる。投与法は経口、または静脈注射か筋肉内注射である。
一般的な副作用は、吐き気、下痢、アレルギー反応、注射部位の痛み、などである。重度の副作用には、クロストリジウム・ディフィシル感染症、アナフィラキシー、スティーブンス・ジョンソン症候群、などがあげられる。妊娠中や授乳中の人への投与は安全であると考えられている。セフロキシムは第二世代のセファロスポリンであり、その作用機序は細菌の細胞壁を作る働きを阻害することにより細菌を消滅させる。
セフロキシムは1971年に特許を取得し、1977年に医療用として承認された。セフロキシムは世界保健機関の必須医薬品リストに収載されている。